# Avidine
L'avidine est une protéine présente dans le blanc d'œuf des oiseaux. C'est une protéine tétramérique dont la taille totale est estimée entre 66 et 69 kDa. Elle est thermolabile, c’est-à-dire qu'elle est dégradée par la chaleur. Elle peut se fixer à la vitamine B8 (biotine), ce qui empêche son assimilation par l'organisme, créant ainsi une carence.